# Moorfields Eye Hospital

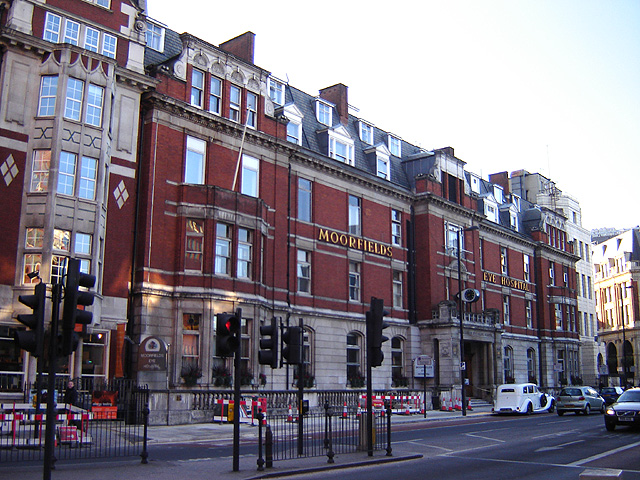
Der heutige Hauptsitz in der City Road, Islington

Das Moorfields Eye Hospital ist eine auf Augenkrankheiten spezialisierte Klinik in London. Sie ist eine Nachfolgeinstitution der London Dispensary for curing Diseases of the Eye and Ear, die 1805 gegründet wurde und die erste ihrer Art im Vereinigten Königreich war. Neben der Behandlung von Augenkrankheiten, erforscht die Klinik in Zusammenarbeit mit dem University College London diese und bildet weltweiten Nachwuchs aus.

## Geschichte

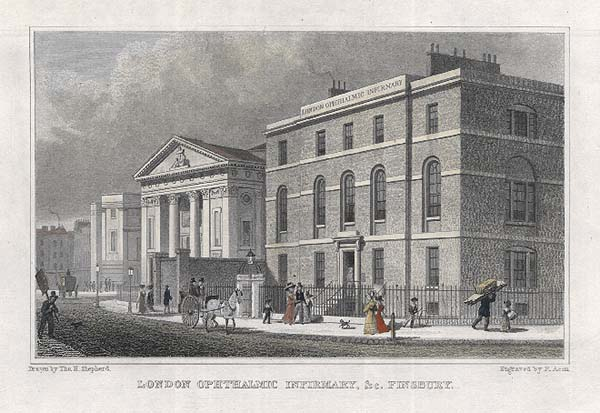
Sitz der Augenklinik von bis 1899, daneben die Kirche St Mary Moorfields, Finsbury Circus

John Cunningham Saunders (1773–1810), ein englischer Augenarzt, schlug im Oktober 1804 vor, eine eigene Klinik für Augen- und Ohrenheilkunde zu eröffnen. Dieser Vorschlag traf auf allgemeine Zustimmung, sowohl in der Ärzteschaft als auch in der breiten Öffentlichkeit. Die London Dispensary for curing Diseases of the Eye and Ear wurde am 25. März des darauffolgenden Jahres am Charterhouse square eröffnet. Saunders und John Richard Farre waren die behandelnden Ärzte. Ein jeder Mensch hatte Anspruch auf eine Behandlung, außerdem wurden Augenärzte  ausgebildet. 1805 wurden 600 Patienten behandelt, 1810 knapp dreitausend und die Zahlen stiegen weiter: 1850 hatte die Klinik 9.437 Patienten in Behandlung. 1808 war die Ohrenheilkunde weggefallen und die Klinik in London Infirmary for curing Diseases of the Eye umbenannt worden. Verschiedene Augenkliniken sind weltweit nach dem Vorbild der Londoner entstanden. 1823 zog die Klinik um in ein neben dem alten Bau der Kirche St Mary Moorfields gelegenes Gebäude an der Blomfield Street nordöstlich des Finsbury Circus. An der Front des dreistöckigen Gebäudes stand der Name London Ophthalmic Infirmary.
Nachdem 1837 die Königin Viktoria Patronin der Klinik geworden war, erfolgte erneut eine Namensänderung in Royal London Ophthalmic Hospital.
1899 wurde das Gebäude abgerissen und die Klinik zog in einen Bau an der City Road. Während des Zweiten Weltkrieges wurde das Gebäude so stark beschädigt, dass ein Neubau in Betracht gezogen, aber letztlich doch nicht realisiert wurde und stattdessen das alte Gebäude wieder instand gesetzt wurde. 1946 vereinigte es sich mit dem 1816 von George James Guthrie (1785–1856) gegründeten Westminster Ophthalmic Hospital und dem Central Eye Hospital. Mit der Gründung des National Health Service war die Klinik keine spendenfinanzierte Institution mehr und unterstand der Verwaltung durch das Teaching Hospitals Regional Board.